# Chindagiripalya, Tumkur
Chindagiripalya là một làng thuộc tehsil Tumkur, huyện Tumkur, bang Karnataka, Ấn Độ.